# Hymenochaete yasudae
Hymenochaete yasudae är en svampart som beskrevs av Imazeki 1940. Hymenochaete yasudae ingår i släktet Hymenochaete och familjen Hymenochaetaceae.   Inga underarter finns listade i Catalogue of Life.